# Autobuses LAT
Autobuses LAT, S.L., conocida simplemente como LAT y antiguamente como Latbus es un operador de autobús privado de la Región de Murcia y, anteriormente, operador de varios servicios regulares hasta 2021.

## Historia
Los orígenes de la empresa se remontan a principios del siglo XX, cuando empresarios de la zona comenzaron a establecer líneas regulares de pasajeros que conectaban Murcia con su entorno, que poco a poco fueron ganando terreno al tranvía que en esa época operaba. En la década de 1950, estos servicios se regularizaron mediante concesiones administrativas otorgadas por el Gobierno central, llegando a haber más de 20 concesiones diferentes.
En la década de 1970 empezó un proceso de agrupación de las concesiones. Por un lado, el empresario Enrique Botas Blanco, que en 1966 resultó adjudicatario del transporte urbano de la ciudad, se hizo con cuatro de las concesiones hacia los núcleos del entorno de Murcia. Por otro lado, se produjeron varias fusiones de las distintas empresas independientes que operaban en los mismos corredores, como El Palmar o Los Ramos. En 1971, Botas Blanco traspasó las líneas urbanas a Autobuses Urbanos de Murcia, S.A. (Aumusa), también de su propiedad, y en 1976 creó la empresa Líneas Regulares del Sudeste, S.A. (Lirsa), que pasó ser la titular de sus concesiones interurbanas.
A partir de 1980, el recién creado Consejo Regional de Murcia, adoptó una política de fusiones y racionalización en los servicios de transporte, por lo que impulsó las unificaciones de empresas y concesiones. Por ello, en 1981, diez empresas se fusionaron para crear Transportes de Viajeros de Murcia, S.A. (Travimusa), formándose así dos grandes grupos dedicados al transporte de viajeros: Lirsa y Travimusa. Ese mismo año, Botas Blanco consiguió adjudicarse de nuevo los autobuses urbanos, a través las empresas Lirsa y Aumusa.
A principios de 1982, las fusiones fueron un paso más allá, mediante la compra de Lirsa y Aumusa por parte de Travimusa, con el apoyo del Consejo Regional. Tras esta unión, se creó una marca conjunta: LAT, utilizando la primera letra del nombre de cada empresa: Lirsa, Aumusa y Travimusa. El esquema de colores era naranja. Además, se estableció un plan de coordinación de las líneas, permitiendo ofrecer un mejor servicio a la población.
En los siguientes años, Travimusa se hizo con las concesiones que aún estaban en manos de otras empresas, consiguiendo así el Grupo LAT llegar a todos los rincones de la Huerta de Murcia y posicionándose como la empresa de referencia.

Logotipo de Latbus, desde 1999 a 2015.

En 1999, se unió la empresa Busmar, S.A., por lo que se cambió de nombre a Latbus y su esquema de colores a blanco, naranja y morado.
Entre finales de 1999 y principios del 2000, se reajustaron las concesiones de las que eran titulares las cuatro sociedades. Pasaron a tener dos concesiones autonómicas: la MUR-092 entre Murcia, el Valle de Ricote y el Mar Menor (Busmar), y la MUR-093 para el área metropolitana de Murcia (Travimusa). Por su parte, Lirsa y Aumusa continuaron siendo las titulares del servicio urbano hasta el 1 de agosto del 2000, cuando se traspasó la concesión a Travimusa.
En 2012, el Ayuntamiento de Murcia sacó a concurso la concesión de autobuses urbanos, de la que resultó adjudicataria la UTE Transportes de Murcia, formada por las empresas Martín, Ruiz y Fernanbus. Por lo tanto, el Grupo LAT quedó únicamente con las dos concesiones autonómicas, tras 30 años operando además las líneas urbanas.
En 2015, tras superar un concurso de acreedores, la empresa decidió regresar al nombre original LAT, así como cambiar por completo su esquema de colores por el amarillo.
El 3 de diciembre de 2021, la empresa dejó de operar servicios regulares, tras la caducidad de las dos concesiones que poseía, y al no haberse presentado a los nuevos concursos autonómicos y no haber resultado adjudicataria del nuevo contrato que estableció el Ayuntamiento.

## Concesiones
La empresa poseía dos concesiones de titularidad autónomica, cuya administración competía a la Dirección General de Movilidad y Litoral de la Consejería de Fomento e Infraestructuras:
- MUR-092: Valle de Ricote - Murcia - Playas del Mar Menor y Mayor (Busmar, S.L.)
- MUR-093: Murcia y Cercanías (Transportes de Viajeros de Murcia, S.L.U.)

La principal concesión de la empresa era la MUR-093, que daba cobertura a las conexiones de la ciudad de Murcia con 43 de sus pedanías y con los municipios del área metropolitana (Alcantarilla, Molina de Segura, Santomera, Beniel, Las Torres de Cotillas, Alguazas, Ceutí y Lorquí), así como los barrios de Espinardo, La Purísima-Barriomar y San Pío X.
Por otra parte, la concesión MUR-092 comunicaba Murcia con sus pedanías del Campo de Cartagena y otras poblaciones de la comarca, con los municipios del Valle de Ricote, de la costa norte del Mar Menor y zona sur de la provincia de Alicante.
Los orígenes de estas dos concesiones se remontaban al año 1999 para la MUR-092 y 2000 para la MUR-093. Es en esas fechas cuando se crearon, como uniones de las distintas concesiones que en esos momentos poseían Lirsa, Travimusa y Busmar.
Con esta situación, se daba la circunstancia de que era la comunidad autónoma la administración competente en los transportes que se realizaban dentro del término municipal de Murcia, contraviniendo así la Ley 10/2015, de 24 de marzo, en la que se establece que esta competencia debería corresponder al ayuntamiento de Murcia. Estaba previsto el traspaso de estas líneas a la administración municipal a partir de diciembre de 2019, fecha de finalización de las concesiones actuales. Sin embargo, este traspaso no se produjo al no estar preparados a tiempo tanto el nuevo mapa concesional autonómico como la nueva red de líneas municipal. Debido a esto, se prorrogaron las concesiones hasta el 2 de diciembre de 2021, fecha en la cual, finalmente, sí se produjo el traspaso competencial.
El Ayuntamiento de Murcia sacó a licitación el 29 de octubre de 2021 un contrato de emergencia para la prestación del servicio tras el traspaso competencial, con una duración máxima de dos años. A la misma concurrieron tanto Autobuses LAT como el Grupo Monbus. Finalmente, fue esta última la que se adjudicó el contrato, poniendo así fin a los 30 años que operó el Grupo LAT en Murcia. El nuevo servicio comenzó sus operaciones el 3 de diciembre de 2021, bajo la marca TMP Murcia.
Por su parte, la Consejería de Fomento e Infraestructuras decidió renovar por completo la red de líneas a nivel regional, bajo la nueva marca Movibus. Para ello, dividió el área metropolitana de Murcia en tres nuevas concesiones, que fueron adjudicadas a las empresas ALSA, Interbus y Orbitalia. LAT no llegó a participar en esos concursos, por lo que también quedó sin ningún servicio regular autonómico. La concesión MUR-092 fue traspasada al Grupo Interbus, que continuó operando los trayectos interurbanos de las tres líneas de la concesión.
Hasta octubre de 2012 era además concesionaria de las líneas urbanas de la ciudad de Murcia. Debido a esto las líneas interurbanas estaban estructuradas de tal forma que también prestasen servicio urbano. Esto causó algunos problemas entre LAT y la nueva concesionaria Transportes de Murcia, por la duplicidad existente en algunas zonas.

## Líneas
A continuación, se detallan las líneas que operó la empresa hasta el 3 de diciembre de 2021.

### Concesión MUR-092: Valle de Ricote - Murcia - Playas del Mar Menor y Mayor
| Línea | Recorrido | Recorrido |
| ----- | --- | --- |
| 42    | Blanca Ricote Ulea | Villanueva del Río Segura - Archena - Lorquí - Molina de Segura - Espinardo - Murcia (est. autobuses) |
| 70    | Campoamor - Torre de la Horadada - Pilar de la Horadada - San Pedro del Pinatar - Santiago de la Ribera - San Javier - Balsicas - El Palmar - Murcia (est. autobuses) Avileses - Sucina - Gea y Truyols - Baños y Mendigo - El Palmar - Murcia (Jardín Floridablanca) | Campoamor - Torre de la Horadada - Pilar de la Horadada - San Pedro del Pinatar - Santiago de la Ribera - San Javier - Balsicas - El Palmar - Murcia (est. autobuses) Avileses - Sucina - Gea y Truyols - Baños y Mendigo - El Palmar - Murcia (Jardín Floridablanca) |
| 72    | Cartagena - El Albujón - Lobosillo - Balsapintada Fuente Álamo de Murcia | Valladolises - Corvera - Baños y Mendigo - El Palmar - Murcia (est. autobuses) |

### Concesión MUR-093: Murcia y Cercanías
| Línea | Recorrido | Recorrido | Recorrido |
| ----- | --- | --- | --- |
| 1     | Pol. Ind. Oeste - San Ginés - Era Alta - Murcia - Estadio Nueva Condomina                                                                                             | Pol. Ind. Oeste - San Ginés - Era Alta - Murcia - Estadio Nueva Condomina                                                                                             | Pol. Ind. Oeste - San Ginés - Era Alta - Murcia - Estadio Nueva Condomina                                                                                             |
| 6     | La Alberca - Ctra. Santa Catalina - Murcia (Sta. Mª de Gracia) | La Alberca - Ctra. Santa Catalina - Murcia (Sta. Mª de Gracia) | La Alberca - Ctra. Santa Catalina - Murcia (Sta. Mª de Gracia) |
| 7     | La Albatalía - Murcia - La Arboleja | La Albatalía - Murcia - La Arboleja | La Albatalía - Murcia - La Arboleja |
| 21    | Ceutí | Lorquí Alguazas | Molina de Segura - Espinardo - Murcia (est. autobuses) |
| 22    | Molina de Segura - Murcia (Avda. Primo de Rivera) | Molina de Segura - Murcia (Avda. Primo de Rivera) | Molina de Segura - Murcia (Avda. Primo de Rivera) |
| 26    | Hospital Virgen de la Arrixaca - El Palmar - Aljucer - Murcia (est. autobuses) San José de la Montaña - El Palmar - San Ginés - Aljucer - Murcia (Glorieta de España) | Hospital Virgen de la Arrixaca - El Palmar - Aljucer - Murcia (est. autobuses) San José de la Montaña - El Palmar - San Ginés - Aljucer - Murcia (Glorieta de España) | Hospital Virgen de la Arrixaca - El Palmar - Aljucer - Murcia (est. autobuses) San José de la Montaña - El Palmar - San Ginés - Aljucer - Murcia (Glorieta de España) |
| 28    | Sangonera la Verde - El Palmar - Aljucer - Murcia (Palacio Almudí) | Sangonera la Verde - El Palmar - Aljucer - Murcia (Palacio Almudí) | Sangonera la Verde - El Palmar - Aljucer - Murcia (Palacio Almudí) |
| 29    | La Alberca - Santo Ángel - Patiño - Murcia (El Ranero) | La Alberca - Santo Ángel - Patiño - Murcia (El Ranero) | La Alberca - Santo Ángel - Patiño - Murcia (El Ranero) |
| 30    | El Mojón - Zeneta Cabezo de la Plata | Los Ramos - Torreagüera - Beniaján - Los Dolores - Murcia (Plaza Circular)                                                                                            | Los Ramos - Torreagüera - Beniaján - Los Dolores - Murcia (Plaza Circular)                                                                                            |
| 31    | Beniel - El Raal Alquerías | Santa Cruz - Llano de Brujas - Puente Tocinos - Murcia - C.C. El Tiro                                                                                                 | Santa Cruz - Llano de Brujas - Puente Tocinos - Murcia - C.C. El Tiro                                                                                                 |
| 32    | El Raal - Santa Cruz - Llano de Brujas - Puente Tocinos - Murcia - Puente Tocinos - Llano de Brujas - Santa Cruz - El Raal                                            | El Raal - Santa Cruz - Llano de Brujas - Puente Tocinos - Murcia - Puente Tocinos - Llano de Brujas - Santa Cruz - El Raal                                            | El Raal - Santa Cruz - Llano de Brujas - Puente Tocinos - Murcia - Puente Tocinos - Llano de Brujas - Santa Cruz - El Raal                                            |
| 36    | El Siscar - Santomera - Cobatillas - El Esparragal - Monteagudo - Murcia (est. autobuses)                                                                             | El Siscar - Santomera - Cobatillas - El Esparragal - Monteagudo - Murcia (est. autobuses)                                                                             | El Siscar - Santomera - Cobatillas - El Esparragal - Monteagudo - Murcia (est. autobuses)                                                                             |
| 37    | El Bojar - Beniaján - San José de la Vega | Camino de Tiñosa Camino de los Pinos | Los Dolores - Murcia (Plaza Cruz Roja) |
| 39    | Campus de Espinardo - Espinardo - Murcia (est. ferrocarril) Campus de Espinardo - Murcia (Infante) exprés                                                             | Campus de Espinardo - Espinardo - Murcia (est. ferrocarril) Campus de Espinardo - Murcia (Infante) exprés                                                             | Campus de Espinardo - Espinardo - Murcia (est. ferrocarril) Campus de Espinardo - Murcia (Infante) exprés                                                             |
| 41    | Murcia (est. autobuses) - Alcantarilla - Javalí Nuevo - Las Torres de Cotillas - Alguazas - Molina de Segura - Espinardo - Murcia (est. autobuses) (y viceversa)      | Murcia (est. autobuses) - Alcantarilla - Javalí Nuevo - Las Torres de Cotillas - Alguazas - Molina de Segura - Espinardo - Murcia (est. autobuses) (y viceversa)      | Murcia (est. autobuses) - Alcantarilla - Javalí Nuevo - Las Torres de Cotillas - Alguazas - Molina de Segura - Espinardo - Murcia (est. autobuses) (y viceversa)      |
| 44    | Sangonera la Seca - Alcantarilla - Murcia - Espinardo | Sangonera la Seca - Alcantarilla - Murcia - Espinardo | Guadalupe - UCAM - La Ñora El Puntal - Urb. La Ladera Cementerio |
| 47    | Molina de Segura - Campus de Espinardo - UCAM | Molina de Segura - Campus de Espinardo - UCAM | Molina de Segura - Campus de Espinardo - UCAM |
| 49    | Molina de Segura - Urb. Los Conejos - Urb. La Alcayna - Murcia (Jardín Floridablanca)                                                                                 | Molina de Segura - Urb. Los Conejos - Urb. La Alcayna - Murcia (Jardín Floridablanca)                                                                                 | Molina de Segura - Urb. Los Conejos - Urb. La Alcayna - Murcia (Jardín Floridablanca)                                                                                 |
| 50    | San José de la Vega - Los Garres Santuario de la Fuensanta | San José de la Vega - Los Garres Santuario de la Fuensanta | Algezares - Barrio del Progreso - Murcia - Churra - Cabezo de Torres                                                                                                  |
| 51    | Ribera de Molina - Torrealta - Molina de Segura | Ribera de Molina - Torrealta - Molina de Segura | El Llano de Molina Urbanizaciones |
| 52    | Urb. Altorreal - Murcia (Plaza Circular) | Urb. Altorreal - Murcia (Plaza Circular) | Urb. Altorreal - Murcia (Plaza Circular) |
| 62    | Rincón de Seca - Murcia - Zarandona - Casillas - Orilla del Azarbe | Rincón de Seca - Murcia - Zarandona - Casillas - Orilla del Azarbe | Rincón de Seca - Murcia - Zarandona - Casillas - Orilla del Azarbe |
| 78    | Beniaján - Los Garres - Algezares - Santo Ángel - La Alberca - El Palmar - San Ginés - Era Alta - Alcantarilla - Javalí Nuevo - UCAM - Campus de Espinardo            | Beniaján - Los Garres - Algezares - Santo Ángel - La Alberca - El Palmar - San Ginés - Era Alta - Alcantarilla - Javalí Nuevo - UCAM - Campus de Espinardo            | Beniaján - Los Garres - Algezares - Santo Ángel - La Alberca - El Palmar - San Ginés - Era Alta - Alcantarilla - Javalí Nuevo - UCAM - Campus de Espinardo            |
| 79    | Molina de Segura - Torrealta - Ribera de Molina - Javalí Viejo - La Ñora - Rincón de Beniscornia - La Albatalía - Murcia (Plaza Circular)                             | Molina de Segura - Torrealta - Ribera de Molina - Javalí Viejo - La Ñora - Rincón de Beniscornia - La Albatalía - Murcia (Plaza Circular)                             | Molina de Segura - Torrealta - Ribera de Molina - Javalí Viejo - La Ñora - Rincón de Beniscornia - La Albatalía - Murcia (Plaza Circular)                             |
| 91    | Sangonera la Seca - Javalí Nuevo - Puebla de Soto - La Raya - Murcia (Plaza Circular)                                                                                 | Sangonera la Seca - Javalí Nuevo - Puebla de Soto - La Raya - Murcia (Plaza Circular)                                                                                 | Sangonera la Seca - Javalí Nuevo - Puebla de Soto - La Raya - Murcia (Plaza Circular)                                                                                 |

Hasta 2012 existían más líneas pero fueron suprimidas o fusionadas tras un plan de reordenación de líneas.

#### Líneas nocturnas (Buhobús)
| Línea | Recorrido |
| ----- | --- |
| 11    | Sangonera la Verde - El Palmar - La Alberca - Santo Ángel - Patiño - Murcia (Atalayas)                                                       |
| 12    | Zeneta - Los Ramos - Torreagüera - Beniaján - San José de la Vega - Los Garres - Algezares - Barrio del Progreso - Murcia (Atalayas)         |
| 13    | Rincón de Beniscornia - La Ñora - Guadalupe - Espinardo - El Puntal - Churra - Cabezo de Torres - Murcia (Atalayas)                          |
| 14    | Sangonera la Seca - Javalí Nuevo - Alcantarilla - Puebla de Soto - La Raya - Nonduermas - Era Alta - San Ginés - Aljucer - Murcia (Atalayas) |
| 15    | Alquerías - Beniel - El Raal - Santa Cruz - Llano de Brujas - Puente Tocinos - Murcia (Plaza Circular)                                       |
| 16    | Cobatillas - El Campillo - El Esparragal - Las Lumbreras - Monteagudo - La Cueva - Casillas - Zarandona - Murcia (Plaza Circular)            |

En 2005 se estableció un servicio de Buhobús por medio de una concesión municipal del Ayuntamiento de Murcia. Dicha concesión se suprimió y la empresa pasó a prestar el servicio sin ayudas por parte de las administraciones.
El servicio de Buhobús se suprimió el 20 de enero de 2017, debido a una huelga convocada por los sindicatos motivada por la falta de seguridad de los conductores. El 21 de diciembre de 2018, se volvió a poner en funcionamiento el servicio de Buhobús como parte de la concesión MUR-093, con la financiación del ayuntamiento de Murcia. A las líneas existentes hasta 2017 se sumó una sexta, conectando Cobatillas con Murcia.
Antes de la introducción de la línea hasta Cobatillas, la numeración que seguían las líneas de Buhobús era del 55 al 59, siguiendo el mismo orden de líneas.
Además de las líneas de Buhobús, las líneas 49 y 52 contaban con servicios nocturnos con salida desde Murcia, los viernes y sábados por la noche.
Con motivo de la pandemia de COVID-19, en marzo de 2020 se suspendieron todos los servicios nocturnos, y nunca fueron restablecidos.
Existieron también tres líneas que conectaban los municipios de Santomera, Alcantarilla y Las Torres de Cotillas.

### Discrecional
La empresa realiza servicios discrecionales, así como rutas escolares en la Región de Murcia. Para ello dispone de una flota separada de la destinada a las concesiones.

## Tarifas
A continuación, se detallan las tarifas en vigor hasta el 3 de diciembre de 2021.
| Billete                               | Precio          | Descripción |
| ------------------------------------- | --------------- | --- |
| Billete sencillo                      | 1,05 €          | Trayectos dentro del casco urbano de Murcia                                                                                             |
| Billete sencillo                      | 1,85 €          | Trayectos entre el casco urbano y el resto del municipio de Murcia, y entre poblaciones del municipio de Murcia                         |
| Billete sencillo                      | 2,05 €          | Trayectos entre el municipio de Murcia y los municipios de Alcantarilla, Santomera, Las Torres de Cotillas, Alguazas y Molina de Segura |
| Billete sencillo                      | 1,15 € a 5,20 € | Precio según línea y trayecto, para las líneas 42, 70 y 72 (concesión MUR-092)                                                          |
| Bono Murcia                           | 0,70 €/viaje    | Tarjeta monedero, válido para TMurcia, LAT y Tranvía en el municipio de Murcia                                                          |
| Bono Murcia Estudiante                | 0,50 €/viaje    | Tarjeta monedero, válido para TMurcia, LAT y Tranvía en el municipio de Murcia                                                          |
| Bono Murcia Familia Numerosa General  | 0,50 €/viaje    | Tarjeta monedero, válido para TMurcia, LAT y Tranvía en el municipio de Murcia                                                          |
| Bono Murcia Familia Numerosa Especial | 0 €/viaje       | Válido para TMurcia, LAT y Tranvía en el municipio de Murcia                                                                            |
| Bono Murcia Jubilados y Pensionistas  | 0 €/viaje       | Válido para TMurcia, LAT y Tranvía en el municipio de Murcia                                                                            |
| Unibono Estudiante                    | 22 €            | Viajes ilimitados en 30 días, válido para TMurcia, LAT y Tranvía en el municipio de Murcia                                              |
| Bono Transbordo General               | 15 €            | 13 viajes, trayectos dentro del municipio de Murcia                                                                                     |
| Bono Transbordo General 2             | 7 €             | 6 viajes, trayectos dentro del municipio de Murcia                                                                                      |
| Bono General Metropolitano            | 15 €            | 11 viajes, trayectos dentro del municipio de Murcia                                                                                     |
| Bono General Metropolitano 2          | 7 €             | 5 viajes, trayectos dentro del municipio de Murcia                                                                                      |
| Bono Estudiante Metropolitano         | 17 €            | 15 viajes, trayectos dentro del municipio de Murcia                                                                                     |
| Bono Estudiante Metropolitano 2       | 8 €             | 7 viajes, trayectos dentro del municipio de Murcia                                                                                      |
| Bono Transbordo Estudiante            | 11 €            | 13 viajes, trayectos dentro del municipio de Murcia                                                                                     |
| Bono Transbordo Estudiante 2          | 6 €             | 7 viajes, trayectos dentro del municipio de Murcia                                                                                      |

Existían además bonos específicos para cada línea, así como bonos válidos para ciertos municipios que tuvieran suscrito convenio con la empresa.

## Flota
A principios del siglo XXI, la flota estaba compuesta mayoritariamente por autobuses Mercedes-Benz O 405 Hispano VOV.
Posteriormente se introdujeron los autobuses Hispano Habit, pasando a ser la mayoría de la flota de este modelo.
A partir de la modernización en el año 2015, se introdujeron nuevos modelos como el Sunsundegui Astral, Castrosua Magnus o Iveco Crossway, fruto en la mayor parte de los casos de adquisiciones de vehículos de segunda mano a concesionarias del Consorcio de Transportes de Madrid.
A continuación se detalla una lista con algunos modelos con los que ha contado la empresa a lo largo de su historia:
- Mercedes-Benz O 405 Hispano VOV
- Vanhool A300
- Vanhool AG700
- Mercedes-Benz Citaro
- Carsa CS40 City
- Hispano Habit
- Noge Touring Intercity
- Mercedes-Benz Integro
- Sunsundegui Astral
- Castrosua Magnus
- Iveco Crossway

En el momento del cese de operaciones de los servicios regulares, contaba con una flota de 130 vehículos.

## Cocheras
Hasta el año 2008 las cocheras de LAT se encontraban en el Carril de la Condesa, en el barrio de San Pío X, en el sur de Murcia.
El mismo año se inauguraron las nuevas cocheras en la Carretera del Palmar, en la pedanía de El Palmar.
En 2021, debido al cambio en la empresa concesionaria de las líneas entre Murcia y sus pedanías, la nueva operadora Monbus comenzó a utilizar estas cocheras.